# Pieszyce
Pieszyce (do roku 1945 Peterswaldau) je polské město ve Dolnoslezském vojvodství, v okrese Dzierżoniów, na silnici spojující města Dzierżoniów a Wałzbrych. V roce 2010 zde žilo 9 342 obyvatel. Město tvoří samostatnou městskou gminu (obec).

## Historie
Obec vznikla z původně zemědělské osady ve 13. století. Mezi lety 1900 - 1977 měla i železniční spojení. V současné době se nejbližší nádraží nachází v Dzierżoniowě.

## Partnerská města
- Nová Paka, Česko
- Bohuslavice, Česko